# Khaleeji
De khaleeji is de naam van een gemeenschappelijke munt die de landen van de Samenwerkingsraad van de Arabische Golfstaten van plan waren in te voeren. De voorgestelde invoering van de nieuwe munt vond plaats in 2013.
De term khaleeji betekent "golf" in het Arabisch.